# Stoły (Bieszczady)
Stoły (także Magura Krywicka; 968 m n.p.m.) – szczyt górski w Bieszczadach Zachodnich.
Jest główną kulminacją grzbietu odbiegającego z Wysokiego Berda (968 m n.p.m.) na północny wschód, przebiegającego następnie w kierunku północnym, ku dolinie Sanu. sąsiaduje od zachodu z doliną Tworylczyka, zaś od wschodu – z doliną Hulskiego.

## Topografia
W kierunku południowo-zachodnim ze szczytu grzbiet łagodnie opada na przełęcz, gdzie znajduje się polana, a następnie wznosi się na szczyt Błyszczowe Berce (895 m n.p.m.). Dalej obniża się na drugie, niżej położone siodło, za którym zaczyna się wznosić ku Wysokiemu Berdu. Natomiast na północ od wierzchołka grzbiet początkowo obniża się o kilkadziesiąt metrów i wyrównuje na wysokości nieco powyżej 900 m n.p.m. Znajduje się tutaj punkt zwornikowy dla odgałęziającego się na północny wschód grzbietu kulminującego w leżącym nad Sanem wzniesieniu o nazwie Ryli (622 m n.p.m.). Od tegoż punktu główny grzbiet masywu, oddzielony od odnogi Ryli doliną nienazwanego potoku, biegnie dalej na północ. Obniża się on najpierw nieco łagodniej do ok. 800 m n.p.m., a potem – stromiej – o kolejne 100 m. Tutaj znowu rozwidla się na dwie równoległe odnogi przedzielone doliną potoku Gaływ – krótszą wschodnią (tzw. Obicz) oraz dłuższą zachodnią (Za Gaływ). Obie opadają do doliny Sanu.

## Ochrona przyrody
Stoki są zalesione z wyjątkiem okolic wspomnianej przełęczy na południowy zachód od szczytu, kilku polan w górnych partiach zboczy Stołów oraz rejonu szczytu Ryli i doliny potoku płynącego na zachód od niego. Tereny na południowy zachód od szczytu należą do Bieszczadzkiego Parku Narodowego, zaś pozostałą część grzbietu Stołów obejmuje Park Krajobrazowy Doliny Sanu. Granica między nimi przechodzi tuż na wschód od wierzchołka, w kierunku NW – SE. Nad samym Sanem utworzono rezerwat przyrody Krywe.

## Turystyka
W północnej części masywu, na wysokości 580–650 m n.p.m. przebiega droga stokowa z Hulskiego na Szczycisko, którą wiedzie niebieski szlak rowerowy na odcinku Zatwarnica – grzbiet Otrytu. Przez widokowy szczyt Ryli prowadzi czerwono znakowana ścieżka historyczno-przyrodnicza „Przysłup Caryński – Krywe nad Sanem”. Rozpoczyna się ona w dolinie potoku płynącego na zachód od Ryli, gdzie znajdują się pozostałości dawnej wsi Krywe. Łączy się tu z nią odnoga o znakach niebieskich. W grzbiecie Stołów nie przebiegają szlaki turystyki pieszej PTTK.